# A7 (motorväg, Luxemburg)
A7 är en motorväg i Luxemburg som utgår från Lintgen till Ettelbruck.